# 누구에게나 찬란한
"누구에게나 찬란한"(Glory For Everyone)은 한국에서 제작된 임유철 감독의 2014년 다큐멘터리 영화이다. 김남길 등이 주연으로 출연하였고 임유철 등이 제작에 참여하였다.

## 출연

### 주연
- 김남길
- 김태근
- 박철우
- 신성훈

### 조연
- 황병훈
- 강규안
- 박민재
- 박영선
- 최수민
- 최준영
- 송유건
- 김현규
- 김명호
- 김명환
- 김동현
- 하찬희
- 김원일
- 오요한
- 신유빈
- 이승민
- 이승우
- 송현민
- 서경환
- 김현찬
- 김호성
- 박지우
- 문민

## 기타
- 프로듀서: 송원석
- 프로듀서: 양정화
- 제작지원: 이승종
- 제작지원: 배지훈
- 제작지원: 김명준
- 제작지원: 김한준
- 제작지원: 유성훈
- 제작지원: 변상욱
- 제작지원: 신아영
- 제작지원: 장지나
- 제작회계: 허재정
- 제작투자: 신강영
- 투자기획: 원정민
- 투자지원: 유동기
- 투자지원: 이정석
- 투자지원: 오상민
- 투자지원: 조희영
- 투자지원: 박영찬
- 투자지원: 박형택
- 투자진행: 김가영
- 투자진행: 이창우
- 투자책임: 강원숙
- 투자책임: 어지연
- 공동투자: 이상윤
- 조감독: 김정홍
- 조감독: 강성민
- 음향효과: 정수정
- 음향효과: 이민섭
- 음향효과: 안기성
- 음향효과: 김기탁
- 믹싱: 서영준
- 사운드: 김용주
- 음악지원: 서상은
- 음악지원: 함경민
- 작곡: 김민태
- 미술: 류윤우
- 시각효과: 김재훈
- 시각효과: 신상헌
- 편집보: 김정홍
- 편집보: 강성민
- 광고디자인: 윤나리
- 광고디자인: 장지영
- 현장프로듀서: 김홍윤
- 영문자막: 김다예
- B촬영팀: 임유철
- B촬영팀: 김정홍
- B촬영팀: 강성민
- B촬영팀: 김홍윤
- C촬영팀: 김태영
- C촬영팀: 이현민
- C촬영팀: 윤성흠
- C촬영팀: 김동욱
- C촬영팀: 이준호
- C촬영팀: 박영락
- 촬영지원: 김홍윤
- 촬영지원: 이승종
- 비디오트랜스퍼: 박인해
- 디지털색보정부문: 김형희
- 디지털색보정부문: 구희선
- 리스크매니지먼트: 김옥길
- 리스크매니지먼트: 구자랑
- 마케팅기획: 박혜정
- 마케팅진행: 윤재길
- 마케팅진행: 민현선
- 마케팅진행: 김유진
- 마케팅진행: 안은정
- 배급진행: 장지연
- 배급진행: 박정효
- 해외배급지원: 이유승
- 해외배급지원: 주우현
- 극장팀: 박지예
- 극장팀: 한승희
- 극장팀: 강연주
- 극장팀: 이원재
- 극장팀: 김지연
- 극장팀: 안현주
- 극장팀: 오은정
- 극장팀: 김현진
- 극장팀: 정선진
- 마케팅홍보: 황주혜
- 마케팅홍보: 김서윤
- 마케팅홍보: 조민아
- 마케팅홍보: 민들레
- 온라인마케팅: 김진희
- 온라인마케팅: 이은진
- 온라인마케팅: 이현아
- 온라인마케팅: 권민정
- 예고편: 김익진
- 예고편: 박동신
- 현장사진: 이승종
- 현장사진: 제효빈
- 현장사진: 김호종
- 현장사진: 김정열
- 현장사진: 정정훈
- 해외배급책임: 손민경
- 해외배급진행: 서정미
- 해외배급진행: 주아람
- 해외배급진행: 이보영
- 해외배급관리: 성윤지
- 지역아동센터 경남협의회: 조순호
- 지역아동센터 경남협의회: 정성민
- 경남FC: 황승규
- 경남FC: 신수민
- 매니저부문: 정영범
- 매니저부문: 이종석
- 메이킹: 신상헌